# 多米尼克·雷塞尔
多米尼克·雷塞尔（德語：Dominic Ressel，1993年10月5日—），德国男子柔道运动员。他曾代表德国参加2020年夏季奥林匹克运动会柔道比赛，获得混合团体铜牌和男子81公斤级第5名。